# Сан Паскал (Калифорнија)
Сан Паскал (енгл. San Pasqual) насељено је место без административног статуса у америчкој савезној држави Калифорнија.

## Демографија
По попису из 2010. године број становника је 2.041.
| Група             | 2000.    | 2010.         |
| Белци             | 0 (0,0%) | 1.114 (54,6%) |
| Афроамериканци    | 0 (0,0%) | 63 (3,1%)     |
| Азијати           | 0 (0,0%) | 438 (21,5%)   |
| Хиспаноамериканци | 0 (0,0%) | 362 (17,7%)   |
| Укупно            | 0        | 2.041         |